# Fronteira Hungria–Roménia
A fronteira entre a Hungria e a Romênia é uma linha de 443 km de comprimento, direção norte-sul, que separa o oeste da Romênia (Transilvânia) do território da Hungria. Se estende entre a tríplice fronteira Hungria-Romênia-Ucrânia ao norte, no rio Turul, passa pela planície da Panônia (bacia do rio Tisza), vai até a fronteira tripla dos dois países com a Sérvia (Voivodina) - (46° 07′ 00″ N, 20° 16′ 00″ L), na região histórica de Banat. 
Passa nas proximidades de Szeged (sul) e Békés Csaba na Hungria e Satu Mare (norte) na Romênia. Separa (do sul para norte) os condados húngaros de Békés, Hajdú-Bihar e Szabolcs-Szatmár-Bereg dos condados Transilvanos  de Timis, Arad, Bihor e Satu Mare. Foi definida em 1918, ao final da Primeira Grande Guerra, após dissolução do Império Austro-Húngaro, por uma comissão internacional presidida pelo geógrafo francês Emmanuel de Martonne.